# Восстание на Южном берегу Крыма (1918)
Восстание на Южном берегу Крыма — вооружённое восстание крымских татар во время гражданской войны против власти большевиков в лице Социалистической советской республики Тавриды, начавшееся в апреле 1918 года с наступлением немцев на Перекопе. Центром повстанческого движения на Южном берегу Крыма стала Алушта, где власть была взята 22 апреля. Близ города было расстреляно захваченное в ходе эвакуации руководство губкома большевиков и СНК ССР Тавриды во главе Антоном Слуцким. В ответ на эсминце «Гаджибей» прибыл десант из Севастополя и 24 апреля отряды красногвардейцев и матросов вошли в Алушту. Окончательно республика Тавриды была ликвидирована 30 апреля, после чего на полуострове установилась власть немцев, а через месяц было сформировано лояльное им Крымское краевое правительство генерала Матвея Сулькевича.
Во время восстания конфликт перерос в этнорелигиозное противостояние между крымскими татарами (мусульманами) с одной с стороны и греками и русскими (христианами) с другой. Особая следственная комиссия по расследованию злодеяний большевиков в 1919 году установила, что во время конфликта на Южном берегу Крыма в апреле 1918 года крайне левыми силами было убито более 200 мирных жителей.

## Предпосылки
Сформированный Временный крымский мусульманский исполнительный комитет получил признание Временного правительства России и начал в июне 1917 года подготовку к созданию собственных вооружённые силы (т. н. эскадронов) на основе мусульманизированных частей бывшей Русской императорской армии, в первую очередь Крымского конного полка. Деятельность Мусисполкома не одобряли губернские власти, что привело к аресту контрразведкой флота председателя Мусисполкома муфтия Номана Челебиджихана по подозрению в деятельности в пользу Османской империи. Позднее в декабре прошёл Курултай, создавший Директорию (правительство) крымских татар.

По примеру Дона и Украины перед лицом надвигающейся красной волны решили соорганизоваться в лице курултая и крымские татары (…) Преобладала демократическая политика, ярким представителем которой был председатель правительства и военный министр Сейдамет, по примеру господина Керенского также из адвокатов. Сейдамета, кроме демократических элементов, выдвигала ещё и туркофильская группа. В распоряжении правительства имелась и горсточка вооружённой силы — Крымский драгунский полк, укомплектованный крымскими татарами, несколько офицерских рот, кажется, две полевые батареи (…) Политика оказалась окрашена типичной Керенщиной (…) С первых же слов свидания с Сейдаметом я убедился, что нам не по пути.— Пётр Николаевич Врангель. Записки. Книга первая. Глава первая.
При этом крымским татарам не удалось наладить отношения с левыми силами. Наоборот, авантюрное стремление к военной конфронтации вызывалось у Директории недооценкой сил Севастопольского совета и Севастопольского военно-революционного комитета и переоценкой сил Крымского штаба (т. е. эскадронцев). В реальности красные превосходили силы КНР в живой силе на порядок при полном превосходстве в тяжёлом вооружении. В ходе краткосрочных боёв января-февраля 1917 года военные силы Директории крымских татар были разгромлены Севастопольской красной гвардией, рассеяны, а лидеры Директории перешли на нелегальное положение. Н. Челебиджихан был казнён в ходе красного террора в Севастополе, Джафер Сейдамет сбежал из Крыма. Установилась Социалистической советской республики Тавриды. На обращение левого крыла крымскотатарского движения 30 марта 1917 года исполком симферопольского Совета ответил отрицательно и отклонил предложение о предоставлении крымским татарам мест в данном органе. По словам меньшевика И. Ф. Федосеева Совет являлся противником национальной автономии крымских татар.

## Январские события
Во время установления советской власти в Крыму южный берег полуострова в январе 1918 года стал ареной противостояния анархо-большевистских сил и крымских татар. В Ялте состоялся бой между эскадронцами и матросами миноносца «Гаджибей». В сражении участвовал и гидросамолёт из Севастополя. После занятия города были расстреляны две сестры милосердия, помогавшие перевязывать крымских татар. Население сёл Дерекой и Ай-Василь, где преимущественно жили крымские татары, из-за артобстрелов было вынуждено перебраться в Биюк-Озенбаш. Оставленное ими имущество было разграблено греками из села Аутка.
Обостряло ситуацию и антитатарская риторика большевиков, в частности Севастопольский военно-революционный комитет 9 января 1918 года выступил со следующим воззванием: «Товарищи матросы, солдаты и рабочие, организуйтесь и вооружайтесь все до одного! В опасности Севастополь, весь Крым. Нам грозит военная диктатура татар! Татарский народ, как и всякий народ, нам не враг. Но враги народа рисуют события в Севастополе в таком виде, чтобы натравить на нас татарский народ. Они изображают севастопольских матросов разбойниками, угрожающими жизни и спокойствию всего Крыма. Наэлектризованные злостной агитацией, тёмные татары — эскадронцы ведут себя в Симферополе, в Ялте и в других городах, как завоеватели. На улицах там нередко происходят избиения нагайками, как при царском режиме. Эскадронцы в Симферополе проезжают по тротуарам, тесня толпу лошадьми, как царские жандармы, подслушивают, оглядывают каждого прохожего. Худшими временами самодержавия грозит нам военная диктатура татар, вводимая с согласия Центральной Рады».
Пётр Врангель, будучи тогда в Крыму, отмечал антитатарские настроения в среде тогдашних матросов. Один из крымских татар, свидетелей событий, впоследствии так описывал январские события в Ялте: «среди матросов и красногвардейцев, участвовавших в погромах, были ялтинские, балаклавские „босяки“, аутские, балаклавские греки, были и жители Дерекоя — русские». Ялтинский грек П. К Харламбо пояснял причины противостояния «проистекавшими из племенной вражды греков к татарам».
В итоге красногвардейцы и моряки разбили эскадронцев, выжившие растворились в сёлах, по населению преимущественно крымско-татарских. Номан Челебиджихан был арестован, а затем самосудно расстрелян матросами. Военный министр и министр иностранных дел в Директории Джафер Сейдамет покинул полуостров. После победы большевиков группы эскадронцев и офицеров ушла в горы.

## При советской власти
Установившаяся советская власть в среде крымских татар ассоциировалась прежде всего с русскими, одной из причин являлось то, что большевики использовали русский язык, а значительная часть простых крымских татар не говорила на нём. Большевики предпринимали попытки привлечь на свою сторону крымских татар, но данные действия не имели успеха. По словам большевика Владимира Елагина «татарские эскадронцы уходили в свои степи и горы, не читая этих воззваний, написанных на непонятном им русском языке, уходили, полные горечи и ненависти к победителям-большевикам».
Поручик Мухтар Хайретдинов с единомышленниками находились в Кучук-Узень, где вели антибольшевистскую агитацию. Впоследствии он указывал, что из чувства мести некоторые готовили «списки русских, греков, армян и татар, провинившихся в сознательном или несознательном сочувствии большевикам в дни январских и февральских событий».
21 марта 1918 года была провозглашена Социалистическая советская республика Тавриды. В Совет Народных Комиссаров вошли два крымских татарина — Исмаил Фирдевс и Сулейман Идрисов, а в состав Центрального исполнительного комитета не было избрано ни одного крымского татарина. Не способствовала доверию и экономическая политика большевиков. Негативно крымские татары относились к национализации, появлению совхозов, продовольственной диктатуре и мобилизации. Фирдевс отмечал, что большевики не ведут работу среди национальных меньшинств подчёркивая при этом, что на весь Крым их сторонником был «чуть ли ни один крымский татарин».
Межнациональные отношения на полуострове при большевиках оставались напряжёнными. В разных местах Крыма фиксировались случаи как насилия в отношении греков, так и крымскотатарской общины. Убитыми в этот период оказались крымские татары Осман и Мустафа Велиевы. Торговцев из Ялты вывезли в Ливадию, где их ограбили и убили на дороге. На теле Османа было обнаружено несколько штыковых ран и вырезанная грудь, а у Мустафы — раздробленная голова от ударов прикладом. Большевик Меркулов, отвечая на вопрос сестры погибших о происходящем сказал, что их «убили, как собак».
Положение крымских татар в этот период так описывает Пётр Врангель: «Хотя в ближайшей татарской деревушке Кореизе был также введён советский строй и имелся свой совет депутатов, но татарское население, глубоко враждебное коммунизму, приняв внешние формы новой власти, по существу осталось прежним». Подтверждал такое состояние дел и поручик Мухтар Хайретдинов: «Большевики также хорошо знали, что их декреты не имели для татар особенного значения и не проводятся в жизнь. Кроме того, несмотря на упорные требования военных комиссаров, ни один татарин не записался в Красную армию и при мобилизации специалистов ни один татарин не пошел служить. Все эти обстоятельства давали большевикам чувствовать, что татары относятся к ним не только не сочувственно, но даже враждебно».
Крайне левые силы при этом поддерживала часть греков, проживавших вдоль Южного берега Крыма, в основном это были рыбаки, лодочники, ремесленники и чернорабочие. Также в тот момент в Крыму находилась некоторое количество греков, переселившихся из Османской империи спасаясь от этнических чисток.

## Антисоветское восстание
После заключения Брестского мира между Советской России и Центральными державами немцы в апреле 1918 года начали продвижение на запад до Ростова-на-Дону, с параллельной оккупацией Крыма и установлением контроля над флотом. Перед авангардом немцев наступление на свой страх и риск вела группа войск Украинской Народной Республики под руководством Петра Болбочана.

Состояние обороны Крыма красноречиво описал А. И. Слуцкий на собрании делегатов береговых и судовых частей, мастерских Севастопольской базы 17 апреля 1918 года:
«Мы определённо заявляем о том, что республика полуострова Крым не входит в территорию Украины… Броситься в войну мы не можем, так как Красная армия в Крыму превратилась в банду мародеров».
Серьёзного сопротивления большевики на перешейках не оказали и украинцам удалось установить контроль над городами вдоль железной дороги на два дня, после чего группа была спешно выведена после ультиматума генерала фон Коша. Приближения немцев к Крыму и намечающееся падение большевиков стало толчком к вооружённому сопротивление на Южном берегу Крыма, в местах, где проживали крымские татары. Восстание началось в 20-х числах апреля 1918 года. Его участники называли это «народной войной».
По версии кадета В. А. Оболенского восстание было инспирировано немцами, которые по его мнению, стремились создать на полуострове крымскотатарское государство, находящееся в сфере влияния Германской империи. В связи с этим они надеялись на активность крымских татар в борьбе против большевиков.
Центром восстания стала Алушта. Мусульманский комитет сумел уже 22 апреля установить фактическую власть в городе. Председателем комитета был избран Мухтар Хайретдинов, а штаб повстанцев возглавил штаб-ротмистр Селим Муфти-заде, сын мурзы и царского полковника И. Муфти-заде. По словам Хайретдинова, Муфти-заде имел план занятия Симферополя при помощи белогвардейцев, а после этого назначить себя генерал-губернатором Крыма, Джафар-бека Рустамбекова — муфтием Крыма, а полковника Доставалова — командующим войсками полуострова.
Восставшие установили контроль и над деревнями близ Алушты Кучук-Узень, Шума, Демерджи, Корбек и Биюк-Ламбат, а также населёнными пунктами, находящимися ближе к Бахчисараю — Коуш, Улу-Сала, Шуры. Выступления против большевиков состоялись также в Феодосии, Судаке, Старом Крыму и Карасубазаре, но власть крымским татарам удалось взять лишь в последних трёх городах. Председатель Судакского ревкома Суворов был убит.
Попавшие на Южный берег войска УНР вместе с восставшими начали поход на Ялту, занимая вдоль следования населённые пункты, включая Никиту и Массандру. В деревню Кизилташ 21-22 апреля прибыло два автомобиля с украинцами и крымскими татарами, которые начали агитировать за создание отрядов и наступления на Ялту и Гурзуф для свержения большевиков. На следующий день начался поход на Гурзуф отряда из численностью 140 человек.
По свидетельству Джафера Сейдамета «вступив в Крым, немцы застали здесь не только татарские военные силы, которые почти всюду шли в авангарде немецкой армии против большевиков, но и татарские организации даже в маленьких деревушках. где их приветствовали национальными флагами».

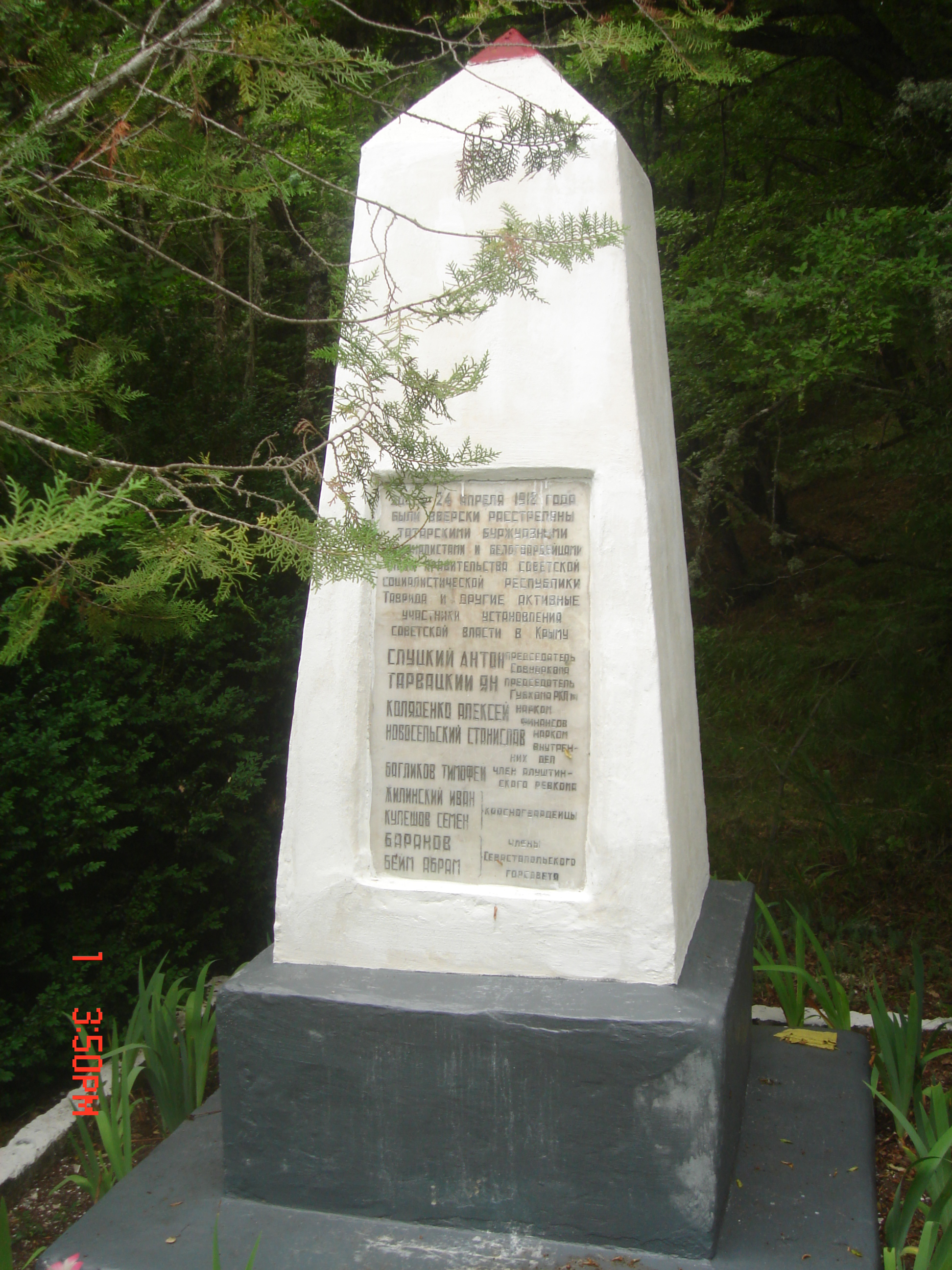
Памятник на месте расстрела членов правительства Советской Социалистической республики Таврида

Во время эвакуации руководства Республики Таврида в сторону Феодосии 21 апреля у Биюк-Ламбат были арестованы Антон Слуцкий, Ян Тарвацкий, Станислав Новосельский, Александр Коляденко, Илья Финогенов, И. Н. Семёнов, С. С. Акимочкин и два члена Севастопольского совета А. А. Бейм и Баранов. На следующий день их направили в Алушту и разместили подвал дачи «Голубка» (ныне городская библиотека им. С. Н. Сергеева-Ценского), где располагался штаб контрреволюционного мятежа (на здании установлена памятная табличка). Задержанных пытали, а 24 апреля они были расстреляны недалеко от города. В живых остались раненные Акимочкин и Семёнов.
Из Севастополя в Ялту был отправлен миноносец «Гаджибей» с десантным отрядом, составленным из местных красногвардейцев. Отряд был поддержан греками и направился в Алушту, занятую крымскими татарами. 23 апреля в 12 километрах от Ялты восставшие крымские татары были разбиты. Поручик Хайретдинов так описывал произошедшее: «наш отряд, нигде не оказавший сопротивления, отступал до самой Алушты, оставляя на произвол большевиков все татарские деревни между этими городами».
Подошедший к Алуште «Гаджибей» произвёл по городу артиллерийский обстрел, а на обратном пути — по прибрежным населённым пунктам. Крымские татары после этого начали отступать, штаб распался, а его глава Муфти-заде покинул Алушту. Оборону пытался организовать Хайретдинов, но она не увенчалась успехом. Красногвардейцы вошли в город 24 апреля.
В Феодосии части красногвардейцев и матросов при поддержке миноносцев «Фидониси», «Звонкий» и «Пронзительный» легко справились с восставшими. Отсюда два красногвардейских отряда были направлены в Судак. Командиру одного из отрядов П. Новикову удалось убедить восставших сложить оружие. Были найдены и наказаны виновные в убийстве Суворова. Большевики вновь завладели Старым Крымом и Карасубазаром. Матросы и балаклавские греки вошли в деревню Скеля, расправившись с занявшими её крымскими татарами. Из Бахчисарая 29 апреля на подавление повстанцев в окрестных сёлах также брошены красные части.
По словам Исмаила Фирдевса десантные части красногвардейцев дошли до Мамут-Султана (в 13 километрах от Симферополя), но вынуждены были отступить и 27 апреля 1918 года в вошёл эскадрон немецких улан. В отдельных районах полуострова восстание продолжалось до 30 апреля, когда окончательно и пала Республика Тавриды.

## Межэтнический конфликт

### Начало конфликта
Во время восстания крымских татар были отмечены неоднократные случае нападение на христианское население, которое отождествлялось в среде крымских татар с большевиками. От межэтнического столкновения пострадали русские, греки и армяне. В частности уроженка Ялты Варвара Кизилова впоследствии вспоминала, что её родственник бежавший из Гурзуфа в Ялту был убит крымскими татарами «только за то, что выстроенная им пристройка к дому закрывала вид на мечеть».
В Алуште и деревнях Кучук-Узень, Корбек, Биюк-Ламбат, Коуш, Улу-Сала проводились расстрелы и пытки десятков людей. В алуштинской больнице были зафиксированы случаи отрезанных ушей, грудей и пальцев.
Насилие над христианами также отмечено в деревне Скеля. В селе Варнутка христиане были предупреждены местными крымскими татарами и поэтому дали отбор небольшому отряду, прибывшему туда. Греческая деревня Актузой была уничтожена, а её жители, в том числе дети, были убиты.
Заместитель председателя Таврического ЦИК И. Н. Семёнов, избежавший смерти, впоследствии отмечал: «Ночью с 23 на 24 апреля русские, жившие в окрестностях Алушты, подверглись нападению со стороны татар; было вырезано несколько семейств, всего около 70 человек. Русские жители, пережившие ужасную ночь, к следующей ночи стали собираться группами и вооружаться, чтобы защититься в случае повторного нападения».

### При возвращении большевиков
Вернувшие ненадолго власть в Алуште и Ялте большевики обнаружили в городе тела убитых восставшими крымскими татарами, что усилило межэтническое противостояние. Один из очевидцев так описывал происходящее после прибытия большевиков в Алушту: «Этот день является одним из печальнейших дней в истории уродливой большевистско-татарской борьбы. После обстрела Алушты артиллерийским огнём с миноносца разъярённые гибелью комиссаров матросы, сломав сопротивление восставших, ворвались в городок. Рассыпавшись в погоне за отступавшими по его узеньким улицам, они рубили без разбора всех попадавшихся им навстречу татар». Множество крымских татар покинуло после этого Алушту и прилегающие сёла, скрывшись в горах, ожидая падения большевиков. Погромы татар отмечались в Ялте, Алупке, Никите и Дерекое.
По словам Исмаила Фирдевса в этот момент «началась форменная война между татарами и уходящей советской властью». Согласно показаниям Хафиза Шамрата следственной комиссии Курултая «всем раненым лазаретов в количестве 600 человек было роздано оружие и кроме того, были вооружены все рабочие города и окрестностей. Они кричали: „давай татар!“. Греки вооружёнными ходили по домам и уводили татар».
В Кизилташе было расстреляно 13 крымских татар, трупы которых нашли обезображенными, с отрезанными у некоторых ушей или носов. Местные жители указывали, что ответственность за события нёс немец П. Л. Байерле. Но его вину доказать не удалось. Сам Байерле говорил что незадолго до этого, 7 апреля в районе Коуша был убит его отец, а 18 апреля в Кизилташе — его мать. Впоследствии он был арестован крымскими татарами и находился в Биюк-Ламбате, откуда позднее был освобождён большевиками. После падения советской власти свидетельница событий Лидия Ломакина рассказывала исполняющему обязанности судебного следователя И. А. Бунину об увиденном в Кизилташе следующее: «Подступив к деревне, красногвардейцы и греки поставили в разных пунктах на шоссе пулемёты и начали обстреливать деревню; одновременно с тем ими произведены были поджоги… в тот же день началась ловля татар красногвардейцами и греками и стрельба по ним; через два-три дня после того деревня была подожжена в центре… пожар распространился на всю так называемую Старо-Мечетную часть Кизильташа, в коей выгорело до 20 домов; пожаром уничтожено и всё находившееся в них имущество». Также Ломакина отметила, что «небольшая шайка красногвардейцев из греков г. Гурзуфа терроризировала жителей деревни, производя убийства и расстрелы татар, поджоги их домов, разграбление имущества и прочие насилия».
В Гурзуфе было убито более 60 татар старшего возраста, трупы которых выбросили вдоль дорог и на виноградниках. Родственникам, решившим разыскивать своих убитых близких, нередко приходилось прекращать поиски из-за угроз большевиков. Во время погребального богослужения были убиты два муллы в Гурзуфе и Никите.
Группа красногвардейцев ворвалась в дом Бекира Мемедова, где пряталось несколько жителей, и потребовала выдачи якобы скрывавшихся в доме эскадронцев. «Им заявили, что никаких „эскадронцев“ нет, после чего они сделали обыск. Один из красногвардейцев — грек, ругаясь стоя у лестницы, сказал, что вы ещё будете воевать 100 раз, но за каждого убитого грека убьем 100 татар — весь Гурзуф мы перебили и вас всех сейчас перережем». Семеро мужчин были уведены в неизвестном направлении, и больше их никто не видел.

### После повторного отступления большевиков
После падения Республики Тарвида и полной немецкой оккупацией Крыма этноконфесиональный конфликт на Южном берегу Крыма продолжился. На этот раз вновь пострадало христианское население. Греки фактически изгонялись с Южного берега и части горного Крыма, их имущество было ограблено. Фактически ни одна из сменявшихся в Крыму властей не вмешивалась в в конфликт. Во время конфликта звучали призывы к «священной» борьбе по истреблению греков. Были уничтожены все табачные плантации греков и фактически все жилые дома греков.
Владимир Оболенский после падения большевиков писал: «Вечером мы смотрели на зарева вспыхнувших по всему южному берегу пожаров. Татары мстили греческому населению за кровь убитых братьев. Не мало греков было убито в тот вечер, а все их усадьбы разграблены и сожжены. Когда через два дня я уехал в Ялту, то насчитал вдоль шоссе около десятка курящихся ещё пожарищ. А по дорогам целой вереницей двигались фуры со всяким скарбом, с заплаканными женщинами».
Когда в Крыму высадились оккупационные греческие войска в составе контингента Антанты (конец 1918 — начало 1919) крымские татары опасались новых репрессий, однако на этот раз виток межэтнического конфликта не последовал.

## Расследование событий
После падения большевиков было организовано Крымское краевое правительство во главе с Матвем Сулькевичем, которое для разрешения межэтнического конфликта начало расследование происходящего на Южном берегу Крыма. Параллельно с ней вел расследование вышедший из подполья Курултай, создавший следственную комиссию. Функционировала и Особая следственная комиссия по расследованию злодеяний большевиков, созданная распоряжением главнокомандующего Вооружённых сил Юга России А. И. Деникина.
Летом 1919 года в Екатеринодаре Особая комиссия по расследованию злодеяний большевиков, принимая во внимание информацию полученную следственной комиссией Курултая, сделала вывод, что за три апрельских дня было убито более 200 мирных жителей. Зафиксировано уничтоженного имущества на 2,9 миллиона рублей, а общий ущерб нанесённый крымский татарам Алушты, Алупки, Кизилташа, Дерекоя и других населённых пунктов со стороны большевиков превышает 8 миллионов рублей. В результате событий тысячи жителей оказались нищими.
Проведённое расследование тем не менее носило односторонний характер, без комплексного рассмотрения ситуации и не выявило целостной картины происходившего. В марте 1919 года поднимался вопрос о создании беспристрастной комиссии по выявлению всех обстоятельств происходящего, определению ущерба, нанесённого грекам, и его возмещению, но Второе Крымское краевое правительство Соломона Крыма уклонилось от её создания. Попытку расследовать события сделали и журналисты «Крымского вестника» на страницах издания.
Последствия межэтнического конфликта наблюдались и в дальнейшем. В докладной записке на имя Иосифа Сталина и ЦК РКП(б) представитель Наркомнаца РСФСР Мирсаид Султан-Галиев от 14 апреля 1921 года «О положении в Крыму» указывал, что работающие в Особых отделах на Южном берегу полуострова греки используют своё служебное положение «в целях сведения личных счётов „национальной вражды“ с татарами и турками и, путём ложных доносов на них и симуляцией их контрреволюционности, добиваются посылки на них карательных отрядов и экспедиций».